# Saut en longueur masculin aux Jeux olympiques d'été de 1932
Pour un article plus général, voir Athlétisme aux Jeux olympiques d'été de 1932.
Navigation
Amsterdam 1928 Berlin 1936
L'épreuve du saut en longueur masculin aux Jeux olympiques de 1932 s'est déroulée le 2 août 1932 au Los Angeles Memorial Coliseum de Los Angeles, aux États-Unis. Elle est remportée par l'Américain Ed Gordon.

## Résultats

### Finale
| Rang               | Athlète          | Pays       | Essais | Essais | Essais | Essais | Essais | Essais | Marque | Notes |
| Rang               | Athlète          | Pays       | 1      | 2      | 3      | 4      | 5      | 6      | Marque | Notes |
| ------------------ | ---------------- | ---------- | ------ | ------ | ------ | ------ | ------ | ------ | ------ | ----- |
| Médaille d'or      | Ed Gordon        | États-Unis |        |        |        |        |        |        | 7.64   |       |
| Médaille d'argent  | Lambert Redd     | États-Unis |        |        |        |        |        |        | 7.60   |       |
| Médaille de bronze | Chuhei Nambu     | Japon      |        |        |        |        |        |        | 7.45   |       |
| 4                  | Erik Svensson    | Suède      |        |        |        |        |        |        | 7.41   |       |
| 5                  | Dick Barber      | États-Unis |        |        |        |        |        |        | 7.39   |       |
| 6                  | Naoto Tajima     | Japon      |        |        |        |        |        |        | 7.15   |       |
| 7                  | Héctor Berra     | Argentine  |        |        |        |        |        |        | 6.66   |       |
| 8                  | Clovis Raposo    | Brésil     |        |        |        |        |        |        | 6.43   |       |
| 9                  | Silvio Cator     | Haïti      |        |        |        |        |        |        | 5.93   |       |
| 10                 | Esteban Crespo   | Mexique    |        |        |        |        |        |        | 5.83   |       |
| 11                 | Erich Köchermann | Allemagne  |        |        |        |        |        |        | 5.75   |       |
|                    | Len Hutton       | Canada     |        |        |        |        |        |        |        | NM    |

## Légende
Records et Performances
- AR : Record continental (area record)
- CR : Record des championnats (championship record)
- MR : Record du meeting (meet record)
- NR : Record national (national record)
- OR : Record olympique (olympic record)
- PR : Record paralympique (paralympic record)
- PB : Record personnel (personal best)
- SB : Meilleure performance personnelle de la saison (season's best)
- WL : Meilleure performance mondiale de l'année (world leader)
- WJR : Record du monde junior (world junior record)
- WR : Record du monde (world record)

Circonstances et Conditions
- DNF : N'a pas terminé (did not finish)
- DNS : N'a pas pris le départ (did not start)
- DQ : Disqualification (disqualification)
- NM : Aucun essai valable enregistré (No Mark)
- Q : Qualifié « directement » au prochain tour (ou à la prochaine compétition), lors d'une compétition majeure, grâce au classement ou à la réalisation des minima (automatic qualifier)
- q : Qualifié au prochain tour (ou à la prochaine compétition), lors d'une compétition majeure, grâce au repêchage ou à la réalisation de l'une des meilleures performances parmi celles des « non qualifiés directement » (grâce au meilleur temps ou à la meilleure distance par exemple) (secondary qualifier)